# Liste der Prinzen namens Franz

## Prinzen von Frankreich
- Franz wurde am 3. September 1472 als vierter Sohn von Ludwig XI. von Frankreich und dessen zweiter Gemahlin Charlotte von Savoyen geboren und starb im Juli 1473. Er trug den Titel eines Herzogs von Berry.
- Franz wurde Ende 1497 als dritter Sohn von Karl VIII. von Frankreich und dessen Gemahlin Anna von der Bretagne geboren und starb 1498. Er war der Dauphin von Frankreich.
- Franz wurde am 28. Oktober 1517 als ältester Sohn von Franz I. von Frankreich und dessen erster Gemahlin Claudia von Frankreich geboren und starb am 10. August 1536. Er trug die Titel eines Dauphins von Frankreich und der Herzöge von Orléanes und Anjou.
- Franz Herculés wurde am 18. März 1555 als fünfter Sohn von Heinrich II. von Frankreich und dessen Gemahlin Katharina von Medici geboren und starb am 1. Juni 1584. Er war Dauphin von Frankreich und Herzog von Alençon und Anjou.
- Franz Ferdinand Philipp Ludwig Marie wurde am 14. August 1818 als dritter Sohn von Ludwig Philipp I. von Frankreich und dessen Gemahlin Maria Amalia von Sizilien geboren und starb am 16. Juni 1900. Er war Graf von Joinville. Franz heiratete Franziska von Portugal, mit der er mehrere Kinder hatte.

## Prinzen von Spanien
- Franz Ferdinand wurde am 12. März 1634 als zweiter Sohn von Philipp IV. von Spanien und dessen erster Gemahlin Isabella von Bourbon geboren und starb noch am gleichen Tag.
- Franz Javier Anton Pascal Bernhard Franz Johann Nepomuck Agnello Julian wurde am 15. Februar 1757 als sechster Sohn von Karl III. von Spanien und dessen Gemahlin Maria Amalia von Sachsen geboren und starb am 10. April 1771.
- Franz Anton Maria wurde am 10. März 1794 als achter Sohn von Karl IV. von Spanien und dessen Gemahlin Maria Luisa von Parma geboren und starb am 13. August 1865. Er war Herzog von Paula und Cádiz. 1820 heiratete er Luise von Sizilien, mit der er einige Kinder hatte.
- Franz wurde am 24. Januar 1866 als dritter Sohn von Isabella II. von Spanien und deren Gemahl Franz von Assis geboren und starb am 14. Februar 1866.

## Prinzen von Sizilien
- Franz Ludwig Emanuel wurde am 13. August 1827 als siebter Sohn von Franz I. von Sizilien und dessen zweiter Gemahlin Maria Isabel von Spanien geboren und starb am 24. September 1892. Er war Herzog von Trapini. Franz heiratete 1850 Isabella von Toskana.

## Prinzen von Schweden
- Franz Gustav Oskar wurde am 18. Juni 1827 als zweiter Sohn von Oskar I. von Schweden und dessen Gemahlin Josephine Beauharnais von Leuchtenberg geboren und starb am 24. September 1852. Er trug den Titel eines Herzogs von Upland.

## Prinzen von Dänemark
- Franz wurde am 15. Juli 1497 als fünfter Sohn von Johann I. von Dänemark und dessen Gemahlin Christina von Sachsen geboren und starb am 1. April 1511.

## Prinzen von Parma
- Franz Xaver Karl Maria Anna Joseph wurde am 25. Mai 1889 als zweiter Sohn von Robert von Parma und dessen zweiter Gemahlin Maria Antonia von Portugal geboren und starb am 7. Mai 1977. Er war ein Herzog von Parma. Franz heiratete Marie Madeleine von Bourbon-Busset, mit der er die Kinder Marie Franziska, Karl Hugo, Marie Therese, Cecilie, Maria des Neves und Sixtus Heinrich hatte.
- Franz Alfons Gabriel Ludwig Enrico Robert Pio Karl Elias Maria wurde am 14. Juni 1913 als dritter Sohn von Elias von Parma und dessen Gemahlin Maria Anna von Österreich geboren.

## Prinzen von Portugal
- Franz Xavier Joseph Anton Bento Urban wurde am 25. Mai 1691 als dritter Sohn von Peter II. von Portugal und dessen zweiter Gemahlin Marie Sophie von der Pfalz geboren und starb am 21. Juli 1742.
- Franz Anton Pio wurde als Sohn von Johann VI. von Portugal und dessen Gemahlin Carlota von Spanien geboren.
- Franz Joseph Gerard Maria wurde am 7. September 1879 als zweiter Sohn von Michael von Braganza und dessen erster Gemahlin Elisabeth von Thurn und Taxis geboren und starb am 15. Juni 1919.

## Prinzen von Italien
- Franz Hyacinth wurde am 14. September 1632 als zweiter Sohn von Viktor Amadeus I. von Zypern und dessen Gemahlin Christine von Frankreich geboren und starb am 4. Oktober 1638. Er trug den Titel eines Herzogs von Savoyen.